# Dublura (film din 1984)
Dublura este un film de mister regizat de Brian De Palma după un scenariu de Brian De Palma. A fost produs în Statele Unite ale Americii de studiourile Columbia Pictures și a avut premiera în 1984, fiind distribuit de Columbia Pictures. Coloana sonoră este compusă de Pino Donaggio[*]. Cheltuielile de producție s-au ridicat la 6 sau 10 dolari americani.. Filmul a avut încasări de 8.800.000 $.

## Distribuție
Rolurile principale au fost interpretate de actorii:

Craig Wasson[*]
Melanie Griffith
Gregg Henry[*]
Deborah Shelton
Dennis Franz[*]
Al Israel[*]
Annette Haven[*]
Barbara Crampton
Brinke Stevens[*]
Guy Boyd[*]
Lane Davies[*]
Rob Paulsen
Darcy DeMoss[*]
Casey Sander[*]
Larry "Flash" Jenkins[*]
Monte Landis[*]  .